# Джейн Кемпиън
Джейн Кемпиън (на английски: Jane Campion) е новозеландски режисьор, сценарист и продуцент.

## Биография
Джейн Кемпиън е родена на 30 април 1954 година в Уелингтън, Нова Зеландия. Тя е втората дъщеря на Едит Кемпиън (по баща Бевърли Джорджет Хана), актриса и писателка и Ричард М. Кампиън, учител, театрален и оперен режисьор. Нейният прадядо по майчина линия е Робърт Хана, известен производител на обувки, за когото е построена Антрим Хаус (Antrim House). Баща ѝ идва от семейство, което принадлежи към фундаменталистката секта Християнски изключителни братя. Тя израства заедно с година и половина по-голяма от нея сестра Анна и брат и Майкъл, седем години по-млад от нея в света на новозеландския театър. Техните родители основават New Zealand Players. Кемпиън първоначално отхвърли идеята за кариера в драматичните изкуства и вместо това завършва с бакалавърска степен по антропология от университета Виктория в Уелингтън през 1975 г.
През 1976 г. тя се записва в училището по изкуства „Челси“ в Лондон и пътува из Европа. Получава диплома за висше образование по визуални изкуства (живопис) от колежа по изкуствата в Сидни към университета в Сидни през 1981 г. По-късното филмово творчество на Кемпиън е оформено отчасти от образованието ѝ в художественото училище. В своята зряла кариера тя цитира художничката Фрида Кало и скулптора Йозеф Бойс като влияние.
Недоволството на Джейн Кемпиън от ограниченията на рисуването я насочва към правенето на филми и създаването на първия ѝ късометражен филм „Носни кърпи“ (Tissues, 1980) През 1981 г. тя започва да учи в Австралийското училище за филми, телевизия и радио, където прави още няколко късометражни филма и завършва през 1984 г.

### Кариера
Кемпиън е известна като новаторска жена режисьор и в момента е единствената жена, номинирана два пъти за Оскар за най-добър режисьор (спечелвайки веднъж). Тя е първата жена режисьор, която получава „Златна палма“ за филма „Пианото“ (1993), който също ѝ спечели Оскар за най-добър оригинален сценарий. Тя също влезе в историята на 94-те награди „Оскар“, когато спечели наградата за най-добър режисьор за „Силата на кучето“ (2021), което я направи най-възрастната печелила жена режисьор и първата жена спечелила награди „Оскар“ както за режисура, така и за сценарий с различни филми, и първата жена, която не печели наградата за най-добър филм, след като спечели наградата за най-добър режисьор. Тя преодоля същата бариера на 78-ия Международен филмов фестивал във Венеция, когато спечели наградата „Сребърен лъв“. Тя е третата жена, която печели наградата на Гилдията на американските режисьори на игрален филм.
Получава две награди „Оскар“, две награди БАФТА и две награди „Златен глобус“ за филмите си, които получиха одобрение от критиците, „Пианото“ (1993) и „Силата на кучето“ (2021).
Джейн Кемпиън е известна и с режисирането на филмите An Angel at My Table (1990), The Portrait of a Lady (1996), Holy Smoke! (1998) и Bright Star (2009). Тя също е създател на телевизионния сериал Top of the Lake (2013) и получава три номинации за наградата „Праймтайм Еми“.

### Персонален живот
През 1992 г. Кемпиън се жени за австралиеца Колин Дейвид Енглерт, който работи като втори режисьор във филма на „Пианото“ (1993). Първото им дете Джаспър, се ражда през 1993 г., но живее само 12 дни. Второто им дете Алис Енглерт е родено през 1994 г., тя е актриса. Двойката се развежда през 2001 г.

### Признание
За заслуги в киното, Кемпиън е назначена за дама придружител на Новозеландския орден за заслуги (DNZM) в Новогодишните отличия за 2016 г.

## Избрана филмография
| Година | Филм             | Оригинално заглавие  |
| ------ | ---------------- | -------------------- |
| 1993   | Пианото          | The Piano            |
| 1999   | Свещен дим       | Holy Smoke!          |
| 2021   | Силата на кучето | The Power of the Dog |